# Verners Kohs
Verners Edgards Kohs (Ventspils, 21 maggio 1997) è un cestista lettone.

## Palmarès
- Campionato lettone: 3

VEF Riga: 2018-2019, 2019-2020, 2020-2021
- Supercoppa d'Olanda: 1

Heroes Den Bosch: 2022